# Campionato europeo di football americano
Il Campionato europeo di football americano è una competizione continentale di football americano, per squadre nazionali, organizzata dalla IFAF Europe.

## Formula attuale
Dal 2005, il Campionato europeo si svolge a cadenza quadriennale, con le partecipanti suddivise in tre raggruppamenti organizzati secondo una classifica dei risultati nelle edizioni precedenti.
Lo svolgimento del campionato viene determinato progressivamente: il gruppo C qualifica una squadra al gruppo B, che a sua volta promuove una squadra al gruppo A, i cui componenti rappresentano, di fatto, l'eccellenza continentale e che si sfidano nella fase finale.
Il vincitore del gruppo A è nominato campione d'Europa. Le prime tre guadagnano inoltre il diritto di partecipazione al Campionato mondiale di football americano.
Le ultime classificate dei gruppi A e B vengono retrocesse al gruppo immediatamente successivo, mentre le partecipanti al gruppo C hanno il ranking più basso e vengono designate anche in base alla loro effettiva competitività.
Il calendario dell'edizione 2010 (ed in particolare quello del gruppo B, che avrebbe dovuto essere ospitato in Italia nel 2008 - e poi tenutosi in Austria nel 2009) ha subito uno spostamento di un anno da parte dell'EFAF, in seguito al fallimento della Federazione Italiana American Football culminato con la revoca dell'affiliazione al CONI. Conseguentemente, la successiva edizione del torneo maggiore si è svolta nel 2010; il titolo è poi stato vinto dalla Germania.
A partire dal 2016 il torneo cambierà nuovamente formato: i gruppi B e C saranno uniti, e verranno formati 4 raggruppamenti regionali (Nord, Centro-Est, Sud, Ovest). Le vincitrici di ogni raggruppamento si affronteranno in un Europeo B, la cui vincitrice sarà promossa nel gruppo A. I raggruppamenti di qualificazione si giocheranno per la prima volta nel 2016, il nuovo gruppo B unificato vedrà il debutto nel 2017.
Per l'edizione 2020, in seguito alla riunificazione della IFAF, il torneo è stato nuovamente suddiviso in un gruppo A (con 12 squadre che si affrontano in gironi preliminari per formare 3 divisioni che giocheranno mini-tornei che determineranno la classifica finale) e un gruppo B (che servirà da torneo di qualificazione per il successivo gruppo A).
| - Gruppo A: (ultimo turno giocato nel 2014) - Francia campione d'Europa in carica - Austria (2º posto) - Finlandia (3º posto) - Svezia (4º posto) - Gran Bretagna (5º posto) - Danimarca (6º posto) - Italia - Serbia - Svizzera - Rep. Ceca - Russia - Paesi Bassi |  | - Gruppo B: (da giocarsi nel 2019-2020) - Ungheria - Spagna - Belgio - Israele - Turchia |

## Albo d'oro

### Primo livello

#### Gruppo unico (1983-2001)
| Anno                    | Ospitante      |               | Finale    | Finale         | Finale                |             | Finale terzo e quarto posto | Finale terzo e quarto posto | Finale terzo e quarto posto |
| Anno                    | Ospitante      | Vincente      | Risultato | 2º posto       | 3º posto              | Risultato   | 4º posto                    |                             |                             |
| 1983 Dettagli           | Italia         | Italia        | 18 - 6    | Finlandia      | Germania Ovest        | 27 - 20     | Francia                     |                             |                             |
| 1985 Dettagli           | Italia         | Finlandia     | 13 - 2    | Italia         | Germania Ovest        | 13 - 0      | Francia                     |                             |                             |
| 1987 Dettagli           | Finlandia      | Italia        | 24 - 22   | Germania Ovest | Finlandia             | 38 - 23     | Gran Bretagna               |                             |                             |
| 1989 Dettagli           | Germania Ovest | Gran Bretagna | 26 - 0    | Finlandia      | Germania Ovest        | 29 - 9      | Italia                      |                             |                             |
| 20 luglio 1991 Dettagli | Finlandia      | Gran Bretagna | 14 - 3    | Finlandia      | Paesi Bassi           | 17 - 12     | Francia                     |                             |                             |
| 24 luglio 1993 Dettagli | Italia         | Finlandia     | 17 - 7    | Italia         | Germania              | 21 - 3      | Svezia                      |                             |                             |
| 22 luglio 1995 Dettagli | Austria        | Finlandia     | 27 - 7    | Italia         | Austria               | 18 - 0      | Ucraina                     |                             |                             |
| 19 luglio 1997 Dettagli | Italia         | Finlandia     | 27 - 6    | Svezia         | Italia                | 14 - 7      | Gran Bretagna               |                             |                             |
| 22 luglio 2000 Dettagli | Europa         | Finlandia     | 30 - 29   | Germania       | Gran Bretagna Ucraina | Pari merito |                             |                             |                             |
| 18 agosto 2001 Dettagli | Europa         | Germania      | 19 - 7    | Finlandia      | Svezia                | [ 3 ]       | (Gran Bretagna)             |                             |                             |

#### Gruppo A (2005-2014)
| Anno                        | Ospitante |          | Finale       | Finale   | Finale    |           | Finale terzo e quarto posto | Finale terzo e quarto posto | Finale terzo e quarto posto |
| Anno                        | Ospitante | Vincente | Risultato    | 2º posto | 3º posto  | Risultato | 4º posto                    |                             |                             |
| 30 luglio 2005 (A) Dettagli | Svezia    | Svezia   | 16 - 7       | Germania | Finlandia | 34 - 12   | Gran Bretagna               |                             |                             |
| 31 luglio 2010 (A) Dettagli | Germania  | Germania | 26 - 10      | Francia  | Austria   | 30 - 0    | Svezia                      |                             |                             |
| 30 maggio 2014 (A) Dettagli | Austria   | Germania | 30 - 27 o.t. | Austria  | Francia   | 35 - 21   | Finlandia                   |                             |                             |

#### Gruppo unico (2018) e scissione federale
A partire dall'edizione 2018 è stato modificato il formato del torneo, che non prevede più un sistema a promozioni e retrocessioni su tre livelli, bensì una fase di qualificazione su più turni (un primo turno di incontri secchi fra le nazionali di livello più basso, un secondo turno con due tornei fra le vincenti del primo turno e le nazionali di seconda fascia e un terzo turno con incontri di spareggio fra le vincenti dei tornei e le ultime due classificate dell'edizione precedente). A seguito della scissione di IFAF in due fazioni rivali, però, gli incontri di spareggio sono stati annullati e ciascuna fazione ha organizzato il proprio campionato europeo. Il 7 gennaio 2018 la fazione parigina di IFAF ha annunciato il rinvio della propria competizione, inizialmente prevista per la fine di luglio dello stesso anno.
| Anno | Ospitante                        |           | Finale    | Finale    | Finale    |           | Finale terzo e quarto posto | Finale terzo e quarto posto | Finale terzo e quarto posto |           |           |           |           |
| Anno | Ospitante                        | Vincente  | Risultato | 2º posto  | 3º posto  | Risultato | 4º posto                    |                             |                             |           |           |           |           |
| 2018 | Germania IFAF Paris Dettagli     | Annullato | Annullato | Annullato | Annullato | Annullato | Annullato                   | Annullato                   | Annullato                   | Annullato | Annullato | Annullato | Annullato |
| 2018 | Finlandia IFAF New York Dettagli |           | Francia   | 28 - 14   | Austria   |           | Finlandia                   | 35 - 21                     | Svezia                      |           |           |           |           |

#### Gruppo A (dal 2021)
A seguito della riunificazione di IFAF sono stati nuovamente organizzati un gruppo A e un gruppo B.
| Anno                         | Ospitante |          | Finale     | Finale    | Finale     |           | Finale terzo e quarto posto | Finale terzo e quarto posto | Finale terzo e quarto posto |
| Anno                         | Ospitante | Vincente | Risultato  | 2º posto  | 3º posto   | Risultato | 4º posto                    |                             |                             |
| 31 ottobre 2021 (A) Dettagli | Europa    | Italia   | 41 - 14    | Svezia    | Finlandia  | 14 - 6    | Francia                     |                             |                             |
| 2023 Dettagli                | Europa    | Austria  | 28 - 0     | Finlandia | Italia     | 26 - 7    | Svezia                      |                             |                             |
| 2025 (A) Dettagli            | Germania  |          | Segnaposto |           | Segnaposto |           | Segnaposto                  |                             | Segnaposto                  |

#### Partecipazioni e prestazioni nelle fasi finali
Segue una lista delle squadre che hanno partecipato al campionato europeo (gruppo A tra il 2005 e il 2014 e dal 2020). La Finlandia detiene i principali record della competizione: di partecipazioni alla fase finale (quindici), di finali disputate (nove), di finali consecutive (sette), di vittorie (cinque), di vittorie consecutive (quattro), di piazzamenti tra le prime tre (tredici) e di partite disputate nelle fasi finali.
Legenda
| -: non partecipante. ×: non qualificata. S: squalificata. RQ: ritirata durante le qualificazioni Q: qualificata per un torneo ancora da disputarsi. | OF: eliminata agli ottavi di finale. QF: eliminata ai quarti di finale. nª: classificata nella posizione n. V: campione. |

| Nazionale         | 1983 | 1985 | 1987 | 1989 | 1991 | 1993 | 1995 | 1997 | 2000 | 2001 | 2005 | 2010 | 2014 | / 2018 NY/Pa | 2021 | 2023 | 2025 | Partecip. | Vittorie | Secondi posti | Terzi posti |
| ----------------- | ---- | ---- | ---- | ---- | ---- | ---- | ---- | ---- | ---- | ---- | ---- | ---- | ---- | ------------ | ---- | ---- | ---- | --------- | -------- | ------------- | ----------- |
| Finlandia         | 2ª   | V    | 3ª   | 2ª   | 2ª   | V    | V    | V    | V    | 2ª   | 3ª   | 5ª   | 4ª   | 3ªNY         | 3ª   | 2ª   | Q    | 17        | 5        | 5             | 4           |
| Germania          | 3ª   | 3ª   | 2ª   | 3ª   | -    | 3ª   | RQ   | -    | 2ª   | V    | 2ª   | V    | V    | ×            | -    | -    | Q    | 11        | 3        | 3             | 4           |
| Italia            | V    | 2ª   | V    | 4ª   | ×    | 2ª   | 2ª   | 3ª   | -    | S    | ×    | ×    | ×    | ×            | V    | 3ª   | Q    | 10        | 3        | 3             | 2           |
| Gran Bretagna     | -    | -    | 4ª   | V    | V    | -    | RQ   | 4ª   | 3ª   | S    | 4ª   | 6ª   | ×    | 5ªNY         | 8ª   | 5ª   | Q    | 11        | 2        | -             | 1           |
| Austria           | 5ª   | -    | -    | -    | ×    | -    | 3ª   | -    | QF   | QF   | -    | 3ª   | 2ª   | 2ªNY         | 5ª   | V    | Q    | 10        | 1        | 2             | 2           |
| Francia           | 4ª   | 4ª   | ×    | ×    | 4ª   | -    | ×    | -    | QF   | QF   | ×    | 2ª   | 3ª   | VNY          | 4ª   | 7ª   | Q    | 11        | 1        | 1             | 1           |
| Svezia            | -    | -    | -    | ×    | ×    | 4ª   | ×    | 2ª   | S    | 3ª   | V    | 4ª   | 5ª   | 4ªNY         | 2ª   | 4ª   | Q    | 10        | 1        | 2             | 1           |
|                   |      |      |      |      |      |      |      |      |      |      |      |      |      |              |      |      |      |           |          |               |             |
| Ucraina           | -    | -    | -    | -    | -    | -    | 4ª   | ×    | 3ª   | QF   | -    | -    | -    | -            | -    | -    | -    | 3         | -        | -             | 1           |
| Paesi Bassi       | -    | -    | -    | ×    | 3ª   | ×    | -    | -    | -    | -    | ×    | ×    | ×    | ×            | 12ª  | -    | -    | 2         | -        | -             | 1           |
|                   |      |      |      |      |      |      |      |      |      |      |      |      |      |              |      |      |      |           |          |               |             |
| Danimarca         | -    | -    | -    | -    | -    | -    | -    | -    | -    | OF   | ×    | ×    | 6ª   | 6ªNY         | 6ª   | 6ª   | Q    | 6         | -        | -             | -           |
| Russia            | -    | -    | -    | -    | -    | -    | -    | -    | QF   | -    | ×    | -    | ×    | ×            | 9ª   | S    | S    | 3         | -        | -             | -           |
| Serbia            | -    | -    | -    | -    | -    | -    | -    | -    | -    | -    | -    | ×    | ×    | ×            | 7ª   | 8ª   | Q    | 3         | -        | -             | -           |
| Rep. Ceca         | -    | -    | -    | -    | -    | -    | -    | -    | -    | -    | ×    | ×    | ×    | ×            | 11ª  | 10ª  | Q    | 3         | -        | -             | -           |
| Svizzera          | -    | -    | ×    | -    | -    | -    | -    | -    | -    | -    | -    | ×    | ×    | ×            | 10ª  | 11ª  | Q    | 3         | -        | -             | -           |
| Spagna            | -    | -    | -    | -    | ×    | -    | ×    | ×    | -    | QF   | ×    | ×    | ×    | ×            | -    | -    | -    | 1         | -        | -             | -           |
| Ungheria          | -    | -    | -    | -    | -    | -    | -    | -    | -    | -    | -    | -    | -    | ×            | -    | 9ª   | Q    | 2         | -        | -             | -           |
|                   |      |      |      |      |      |      |      |      |      |      |      |      |      |              |      |      |      |           |          |               |             |
| Norvegia          | -    | -    | -    | ×    | -    | -    | ×    | -    | -    | -    | -    | ×    | -    | ×            | -    | -    | -    | 0         | -        | -             | -           |
| Belgio            | -    | -    | -    | -    | ×    | -    | ×    | -    | -    | -    | -    | -    | -    | ×            | -    | -    | -    | 0         | -        | -             | -           |
| Israele           | -    | -    | -    | -    | -    | -    | -    | -    | -    | -    | -    | -    | -    | ×            | -    | -    | -    | 0         | -        | -             | -           |
| Polonia           | -    | -    | -    | -    | -    | -    | -    | -    | -    | -    | -    | -    | -    | ×            | -    | -    | -    | 0         | -        | -             | -           |
| Slovacchia        | -    | -    | -    | -    | -    | -    | -    | -    | -    | -    | -    | -    | -    | ×            | -    | -    | -    | 0         | -        | -             | -           |
|                   |      |      |      |      |      |      |      |      |      |      |      |      |      |              |      |      |      |           |          |               |             |
| Unione Sovietica† | -    | -    | -    | -    | ×    | -    | -    | -    | -    | -    | -    | -    | -    | -            | -    | -    | -    | 0         | -        | -             | -           |

### Gruppo B
| Anno                          | Ospitante |               | Finale     | Finale    | Finale        |           | Finale terzo e quarto posto | Finale terzo e quarto posto | Finale terzo e quarto posto |
| Anno                          | Ospitante | Vincente      | Risultato  | 2º posto  | 3º posto      | Risultato | 4º posto                    |                             |                             |
| 29 agosto 2004 (B) Dettagli   | Francia   | Gran Bretagna | [ 17 ]     | Francia   | Russia        |           | Spagna                      |                             |                             |
| 22 agosto 2009 (B) Dettagli   | Austria   | Austria       | 42 - 0     | Danimarca | Rep. Ceca     | 27 - 17   | Italia                      |                             |                             |
| 7 settembre 2013 (B) Dettagli | Italia    | Danimarca     | 49 - 29    | Italia    | Gran Bretagna | 24 - 13   | Rep. Ceca                   |                             |                             |
| 2019-2021 (B) Dettagli        | Europa    |               | Ungheria   | [ 18 ]    | Spagna        |           | Israele                     |                             | Turchia                     |
| 2022-2023 (B) Dettagli        | Europa    |               | Segnaposto | [ 19 ]    | Segnaposto    |           | Spagna                      | [ 20 ]                      | Turchia                     |
| 2024-2025 (B) Dettagli        | Europa    |               | Turchia    |           | Irlanda       |           | Paesi Bassi                 |                             | [ 21 ]                      |

#### Partecipazioni e prestazioni nelle fasi finali
Legenda
| -: non partecipante. ×: non qualificata. R: ritiratasi prima dell'inizio del torneo. RT: ritiratasi durante il torneo. 6ª: sesta classificata. | 5ª: quinta classificata. 4ª: quarta classificata. 3ª: terza classificata. 2ª: seconda classificata. V: campione. |

| Nazionale     | 2004 | 2009 | 2013 | 2019-21 | 2022-23 | 2024-25 | Partecip. | Vittorie | Secondi posti | Terzi posti |
| ------------- | ---- | ---- | ---- | ------- | ------- | ------- | --------- | -------- | ------------- | ----------- |
| Danimarca     | ×    | 2ª   | V    | -       | -       | -       | 2         | 1        | 1             | -           |
| Gran Bretagna | V    | -    | 3ª-  | -       | -       | -       | 2         | 1        | -             | 1           |
| Turchia       | -    | -    | -    | 4ª      | 4ª      | V       | 3         | 1        | -             | -           |
| Ungheria      | -    | -    | -    | V       | -       | -       | 1         | 1        | -             | -           |
| Austria       | -    | V    | -    | -       | -       | -       | 1         | 1        | -             | -           |
|               |      |      |      |         |         |         |           |          |               |             |
| Israele       | -    | -    | -    | 3ª      | [ 19 ]  | -       | 2         | -        | -             | 1           |
| Germania      | -    | -    | -    | -       | [ 19 ]  | -       | 1         | -        | -             | -           |
| Irlanda       | -    | -    | -    | -       | 5ª      | 2ª      | 2         | -        | 1             | -           |
| Italia        | ×    | 4ª   | 2ª   | -       | -       | -       | 2         | -        | 1             | -           |
| Francia       | 2ª   | -    | -    | -       | -       | -       | 1         | -        | 1             | -           |
| Paesi Bassi   | -    | -    | -    | -       | -       | 3ª      | 1         | -        | -             | 1           |
| Spagna        | 4ª   | 5ª   | 6ª   | 2ª      | 3ª      | -       | 5         | -        | -             | 1           |
| Rep. Ceca     | ×    | 3ª   | 4ª   | -       | -       | -       | 2         | -        | -             | 1           |
| Russia        | 3ª   | R    | ×    | -       | -       | -       | 1         | -        | -             | 1           |
|               |      |      |      |         |         |         |           |          |               |             |
| Serbia        | -    | ×    | 5ª   | -       | -       | -       | 1         | -        | -             | -           |
|               |      |      |      |         |         |         |           |          |               |             |
| Belgio        | -    | -    | -    | RT      | -       | -       | 1         | -        | -             | -           |

### Gruppo C
| Anno                           | Ospitante        |          | Finale    | Finale   | Finale      |           | Finale terzo e quarto posto | Finale terzo e quarto posto | Finale terzo e quarto posto |
| Anno                           | Ospitante        | Vincente | Risultato | 2º posto | 3º posto    | Risultato | 4º posto                    |                             |                             |
| 2 agosto 2003 (C) Dettagli     | Danimarca        | Russia   | 43 - 35   | Italia   | Rep. Ceca   | 45 - 20   | Danimarca                   |                             |                             |
| 18 agosto 2007 (C) Dettagli    | Austria          | Austria  | 41 - 8    | Norvegia | Svizzera    | 32 - 19   | Serbia                      |                             |                             |
| 16 settembre 2012 (C) Dettagli | Svizzera-Austria | Serbia   | 20 - 14   | Svizzera | Paesi Bassi | 17 - 15   | Russia                      |                             |                             |

#### Partecipazioni e prestazioni nelle fasi finali
Legenda
| -: non partecipante. ×: non qualificata. 5ª: quinta classificata. 4ª: quarta classificata. | 3ª: terza classificata. 2ª: seconda classificata. V: campione. |

| Nazionale   | 2003 | 2007 | 2012 | Partecip. | Vittorie | Secondi posti | Terzi posti |
| ----------- | ---- | ---- | ---- | --------- | -------- | ------------- | ----------- |
| Serbia      | -    | 4ª   | V    | 2         | 1        | -             | -           |
| Austria     | -    | V    | -    | 1         | 1        | -             | -           |
| Russia      | V    | -    | 4ª   | 2         | 1        | -             | -           |
|             |      |      |      |           |          |               |             |
| Svizzera    | -    | 3ª   | 2ª   | 2         | -        | 1             | 1           |
| Norvegia    | -    | 2ª   | -    | 1         | -        | 1             | -           |
| Italia      | 2ª   | -    | -    | 1         | -        | 1             | -           |
| Paesi Bassi | 5ª   | 5ª   | 3ª   | 3         | -        | -             | 1           |
| Rep. Ceca   | 3ª   | -    | -    | 1         | -        | -             | 1           |
|             |      |      |      |           |          |               |             |
| Danimarca   | 4ª   | -    | -    | 1         | -        | -             | -           |
|             |      |      |      |           |          |               |             |
| Bielorussia | -    | -    | ×    | 0         | -        | -             | -           |

## Prestazione per nazionale
| Posizione | Squadra       | Campione | Seconda | Terza | Quarta |
| --------- | ------------- | -------- | ------- | ----- | ------ |
| 1         | Finlandia     | 5        | 4       | 3     | 1      |
| 2         | Germania      | 3        | 3       | 4     | –      |
| 3         | Italia        | 3        | 3       | 1     | 1      |
| 4         | Gran Bretagna | 2        | –       | 1*    | 4      |
| 5         | Svezia        | 1        | 2       | 1     | 2      |
| 6         | Francia       | 1        | 1       | 1     | 4      |
| 7         | Austria       | –        | 1       | 2     | –      |
| 8         | Ucraina       | –        | –       | 1*    | 1      |
| 9         | Paesi Bassi   | –        | –       | 1     | –      |

- *semi-finalista nel 2000 (non è stato giocata la "finalina" per il 3º posto)